# Barbara Chrabąszczewska
Barbara Chrabąszczewska (ur. 1959) – polska instruktorka aikido, wiceprezes Polskiej Federacji Aikido, shidoin Polskiej Federacji Aikido, absolwentka Wydziału Prawa i Administracji UMK w Toruniu.
W październiku 2007 roku zdała przed Yoshiakim Yokotą (7 dan) z Japonii – egzamin na stopień 4 dan. To ostatni z technicznych egzaminów w aikido, potwierdzający wysokie kwalifikacje mistrzowskie.
W marcu 2009 roku jako jedyna kobieta w polskim aikido uzyskała tytuł egzaminatora shidoin, a w grudniu została wybrana do zarządu Polskiej Federacji Aikido. Powierzono jej funkcję wiceprezesa Polskiej Federacji Aikido. Od 5 grudnia 2009 zajmuje stanowisko wiceprezesa PFA, będąc tym samym pierwszą kobietą w zarządzie organizacji.